# Atletismo nos Jogos Olímpicos de Verão de 1900 - Arremesso de peso masculino
A competição do arremesso de peso masculino fez parte do programa do atletismo nos Jogos Olímpicos de Verão de 1900. Aconteceu nos dias 14 e 15 de julho. 11 atletas de cinco países competiram.

## Medalhistas
| Ouro   | USA Richard Sheldon  |
| Prata  | USA Josiah McCracken |
| Bronze | USA Robert Garrett   |

## Resultados

### Qualificação
| Pos. | Atleta                         | Distância |
| ---- | ------------------------------ | --------- |
| 1    | USA Richard Sheldon            | 13.80 m   |
| 2    | USA Josiah McCracken           | 12.85 m   |
| 3    | USA Robert Garrett             | 12.37 m   |
| 4    | HUN Rezső Crettier             | 11.58 m   |
| 5    | GRE Panagiotis Paraskevopoulos | 11.29 m   |
| 6    | SWE Gustaf Söderström          | 11.18 m   |
| 7    | HUN Artúr Coray                | 11.13 m   |
| 8    | USA Truxtun Hare               | 10.92 m   |
| 9    | SWE August Nilsson             | 10.86 m   |
| 10   | DEN Charles Winckler           | 10.76 m   |
| —    | GRE Sotirios Versis            | NM        |

### Final
Os resultados da classificação ainda valeram na final. McCracken e Garrett não competiram. Nenhuma mudança de posição ocorreu na final.
| Pos. | Atleta                         | Distância | Qual.   |
| ---- | ------------------------------ | --------- | ------- |
|      | USA Richard Sheldon            | 14.10 m   | 13.80 m |
|      | USA Josiah McCracken           | NM        | 12.85 m |
|      | USA Robert Garrett             | NM        | 12.37 m |
| 4    | HUN Rezső Crettier             | 12.07 m   | 11.58 m |
| 5    | GRE Panagiotis Paraskevopoulos | 11.52 m   | 11.29 m |

- NM: Sem marca (no mark)